# ジャクソン郡 (コロラド州)
ジャクソン郡（ジャクソンぐん、英: Jackson County）は、アメリカ合衆国コロラド州の北部に位置する郡である。2010年国勢調査での人口は1,394人であり、2000年の1,577人から11.6％減少した。コロラド州で4番目に人口の少ない郡である。郡庁所在地はウォルデン（人口608人）であり、同郡で人口最大かつ唯一の法人化された町でもある。

## 歴史
ジャクソン郡は、ノースパークと呼ばれる標高が高く比較的広い山間の盆地にあり、盆地の広さは1,613平方マイル (4,180 km2) ある。この盆地は北のワイオミング州の方向に開いており、西はパーク山脈、南はラビットイアーズ山脈とネバーサマー山脈、東はメディシンボウ山脈に囲まれている。標高は7,800フィート (2,377 m) から12,953フィート (3,948 m) まで変化し、ノースプラット川の水源がある。ノースパークの「パーク」という言葉はフランス語の parc から来ており、動物の保護地を意味している。ノースパークはかつてシカ、アンテロープ、およびバッファローの群れで溢れていた。あまりに多くのバッファローが生息していたので、ユト族インディアンがここを「ブルペン」（牛の囲い場）と呼んでいた。現在ではシカ、エルクおよび牛が生息している。
1861年11月1日にコロラド準州によって創設された最初の17郡の1つにラリマー郡があり、ジャクソン郡はそこから1909年に分離して設立された。これより以前、ラリマー郡とグランド郡の双方がノースパークの領有を主張していた。当初はユト族とアラパホ族の狩猟場に過ぎなかったので、ノースパークに注意を払う者はほとんどいなかった。インディアンはこの土地を懸命に守り、白人開拓者は敢えて入ろうとはしなかった。ノースパークで貴重な鉱物が発見されると、グランド郡はそこから得られる収入を望んで、郡の一部だと主張した。グランド郡の郡庁所在地はラリマー郡のそれよりもノースパークに近く、公的な手続きは全て郡庁でやる必要があったために、住民はあまり気にしていなかった。しかし、ラリマー郡も領有を主張したためにその決着はコロラド州最高裁判所まで持ち上げられた。1886年、裁判所はラリマー郡に有利な判決を下した。これに不満を抱いた現ジャクソン郡の住人は独自の郡を作るべく運動し、1909年になってジャクソン郡が創設された。

## 地理
アメリカ合衆国国勢調査局に拠れば、郡域全面積は1,620.95平方マイル (4,198.2 km2)であり、このうち陸地は1,613.21平方マイル (4,178.2 km2)、水域は7.74平方マイル (20.0 km2)で水域率は0.48％である。郡内には広さ71,000エーカー (290 km2) のコロラド州有林がある。

### 隣接する郡
- オールバニ郡 (ワイオミング州) - 北東
- ラリマー郡 - 東
- グランド郡 - 南東
- ラウト郡 - 西
- カーボン郡 (ワイオミング州) - 北西

## 人口動態
以下は2000年の国勢調査による人口統計データである。
| 基礎データ - 人口: 1,577人 - 世帯数: 661 世帯 - 家族数: 442 家族 - 人口密度: 0人/km2（1人/mi2） - 住居数: 1,145軒 - 住居密度: 0軒/km2（1軒/mi2） 人種別人口構成 - 白人: 96.20% - アフリカン・アメリカン: 0.25% - ネイティブ・アメリカン: 0.76% - アジア人: 0.06% - その他の人種: 1.46% - 混血: 1.27% - ヒスパニック・ラテン系: 6.53% 年齢別人口構成 - 18歳未満: 25.6% - 18-24歳: 5.4% - 25-44歳: 26.9% - 45-64歳: 29.1% - 65歳以上: 13.1% - 年齢の中央値: 40歳 - 性比（女性100人あたり男性の人口） - 総人口: 101.4 - 18歳以上: 107.8 | 世帯と家族（対世帯数） - 18歳未満の子供がいる: 29.2% - 結婚・同居している夫婦: 54.9% - 未婚・離婚・死別女性が世帯主: 7.9% - 非家族世帯: 33.0% - 単身世帯: 28.4% - 65歳以上の老人1人暮らし: 10.1% - 平均構成人数 - 世帯: 2.37人 - 家族: 2.91人 収入と家計 - 収入の中央値 - 世帯: 31,821米ドル - 家族: 37,361米ドル - 性別 - 男性: 26,250米ドル - 女性: 18,417米ドル - 人口1人あたり収入: 17,826米ドル - 貧困線以下 - 対人口: 14.0% - 対家族数: 10.3% - 18歳未満: 22.5% - 65歳以上: 9.0% |

| - ウォルデン - 郡庁所在地 | - ブラウンリー - ヘブロン - オールドホームステッド - オウル - パール - スパイサー - テラーシティ - ザーケル |

### 収入

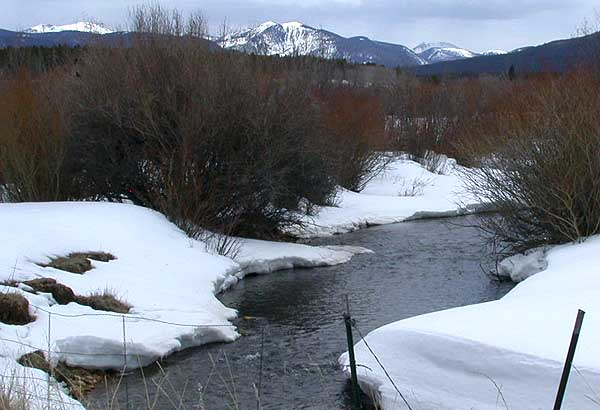
ミシガン川

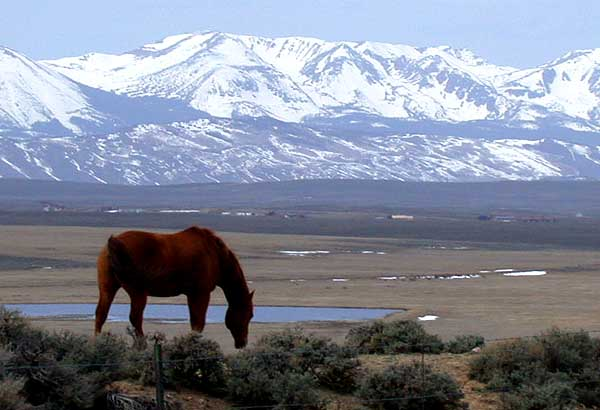
アラパホ国立野生生物保護区

## 州立森林と公園
- コロラド州有林
- コロラド州有林州立公園

## 国立野生生物保護区
- アラパホ国立野生生物保護区

## 国有林と原生地
- ラウト国立の森
- ザーケル山原生地
- ネバーサマー原生地
- プラット川原生地

## 国立トレイル
- 大陸分水界国立景観トレイル

## 自転車道
- グレートパークス自転車道
- トランスアメリカ・トレイル自転車道

## 景観道路
- キャッシュ・ラ・プーダー・ノースパーク景観歴史側道